# 런디스 레인 전투
런디스 레인 전투(Battle of Lundy's Lane 또는 나이아가라 폭포 전투로도 알려져 있다.)는 1814년 7월 25일에 벌어진 1812년 전쟁(미영전쟁)에서 벌어진 전투로 오늘 날 온타리오주 나이아가라 폭포가 전장터였다. 이 전투는 미영전쟁 중에서도 가장 많이 피를 흘렸던 전투이며, 캐나다 땅에서 벌어진 가장 치열한 전투 중 하나였다.

## 배경
1814년 7월 3일, 제이콥 브라운 소장이 이끄는 미합중군이 이리호 수원 근처의 나이아가라 강을 건너 기습을 감행했다. 그의 군대는 재빠르게 이리 요새의 영국군 진지를 함락하고, 북쪽으로 진군했다. 이틀 후 윈필드 스콧 준장이 이끄는 미합중국 정규 보병의 두 여단 중 하나가 피네스 리올이 이끄는 영군군을 치파와 전투에서 물리쳤다.
그 전투 이후 며칠이 지나서, 브라운은 치페와 강을 따라 세워진 영국군의 방어진지들을 포위했고, 영국군은 온타리오 호수의 나이아가라 어귀 근처에 세워진 조지 요새까지 후퇴를 했다. 브라운은 이 위치에서 기습을 감행하기에는 부대와 중장비 포가 부족했다. 그때, 영국 해근 전단이 그 호수를 장악했다. 뉴욕 색켓 항에 근거지를 둔 미국의 전열함의 사령관인 아이작 촌시가 영국 여단과 맞붙기 전에 새로운 프리깃함과 중무장 브리그선이 완성되기를 기다리고 있었다. 이러한 배들이 마침내 항해를 기다리고 있을 때, 미군 소함대가 촌시의 병치레로 항구에서 계속 발을 묶였다. 결과적으로, 영국군이 조지 요새를 증강시키기 위해 요크에서 호수를 건너 여러 부대를 이동시킬 수 있었던 반면, 브라운에게는 재보강이나 중포가 전달될 수 없었다.
7월내내, 브라운군은 조지 요새에서 몇 마일 남쪽에 있는 퀸스턴을 점령했다. 이렇게 전방배치된 위치였기 때문에, 이들은 캐나다 민병대와 인디언들에게 내내 괴롭힘을 당했다. 7월 24일, 브라운은 서쪽에서 벌링턴으로 진군하기 위한 보급을 확보할 생각으로 치파와 강으로 퇴각했다. 브라운이 퇴각하자마자, 리얼 소장 휘하의 영국군 경보병과 민병대가 치파와 북쪽으로 4마일(6.4 km) 떨어진 런디스 레인으로 진군했다. 이곳은 경보병들에게 미합중국 본대와 연락선을 유지하게 해주는 곳이었다.

## 전투

### 전초전
7월 25일 이른 시각에 어퍼 캐나다의 영국군 부지사, 고던 드러먼드 중장이 나이아가라 반도를 직접 지휘하기 위해 조지 요새에 도착했다. 그는 즉각 존 터커 중령이 이끄는 부대에 나이아가라 요새에서 남쪽으로 나아이가라 강 동쪽 면을 따라 진군하라고 명령했다. 이것은 브라운에게 서쪽 강변으로 철수를 유도한 의도였다. 그러나 브라운은 북쪽으로 진군을 명령했다. 역으로 조지 요새를 보호하기 위해 영국군이 터커 부대를 다시 불러들이기를 의도한 전략이었다. 미합중국 부대는 영국군이 런디스 레인을 단단히 점령하고 있다는 사실을 까맣게 몰랐다.